# Gloskär (Vårdö, Åland)
Gloskär är en ö i Åland (Finland). Den ligger i Skärgårdshavet och i kommunen Vårdö i landskapet Åland, i den sydvästra delen av landet. Ön ligger omkring 31 kilometer öster om Mariehamn och omkring 250 kilometer väster om Helsingfors.
Öns area är 10,9 hektar och dess största längd är 0,6 kilometer i nord-sydlig riktning. Ön höjer sig omkring 10 meter över havsytan.